# Juan Martín Díez
Juan Martín Díez, dit « le Têtu » (espagnol : el Empecinado) est un général espagnol né à Castrillo de Duero, Valladolid le 5 septembre 1775 et mort à Roa, Burgos le 20 août 1825.

## Biographie
Héros de la Guerre d'indépendance espagnole, el Empecinado participa à plusieurs épisodes, devenus légendaires, où il mit en déroute l'armée napoléonienne. En particulier, il abandonna les batailles rangées, qui étaient perdues d'avance, et inventa un système de guérilla obligeant les Français à battre en retraite.

À l'issue de cette guerre, lors de la restauration de l'absolutisme par Ferdinand VII d'Espagne, il fut considéré comme afrancesado et libéral. Il subit de plein fouet les nouvelles lois contre les libéraux édictées par le nouveau roi, même si ce dernier tenta de le rallier à l'absolutisme, lui offrant un titre de noblesse et des richesses. La légende lui attribue les propos suivants : 

« Dites au roi que s'il ne voulait pas de la constitution, il ne fallait pas jurer dessus ; le Têtu a juré et ne commettra jamais l’infamie d'être un parjure. »

Il reprit les armes en 1820 contre le pouvoir absolu de Ferdinand VII jusqu'à sa chute. Lors du Triennat libéral qui suivit, il fut nommé gouverneur militaire de Saragosse. Il s'exila en 1823 au Portugal, lorsque le Triennat libéral tomba à son tour, avant de revenir avec 60 de ses hommes à la faveur de l'amnistie du 1er mai 1824. Ferdinand VII qui était retourné au pouvoir n'accepta cependant pas son retour et le fit faire prisonnier par un décret du 23 du même mois : « il est temps de prendre Ballesteros et d'envoyer dans l'autre monde Chaleco et le Têtu ». Il fut détenu à Olmos de Peñafiel. Il semble que, les disputes politiques se poursuivant, certains aient voulu le juger « avec bienveillance » l'année suivante à Valladolid le 20 avril. À l'issue de ce jugement : « il fut condamné à la pendaison sur la place principale de Roa » et exécuté le 20 août 1825[réf. souhaitée].
Victor Hugo s'inspire en partie d'El Empecinado pour la création du personnage Hernani dans sa pièce éponyme[réf. souhaitée].

## Compléments

### Dans les arts
- Francisco de Goya l'a représenté dans son Portrait de Juan Martin Diaz, el Empecinado.
- Benito Pérez Galdós l'a décrit dans ses Episodios Nacionales.